# Dicya iambe
Dicya iambe is een vlinder uit de familie van de Lycaenidae. De wetenschappelijke naam van de soort werd als Thecla iambe in 1887 gepubliceerd door Godman & Salvin.

## Synoniemen
- Thecla emendata Druce, 1907 ["emendatus"]
- Rubroserrata punta Johnson & Kroenlein, 1993